# Guilberville
Guilberville ist eine Ortschaft in der Normandie in Frankreich. Die bis zum 1. Januar 2016 bestehende Gemeinde gehörte zum Kanton Torigni-sur-Vire und wurde 2015 zum Kanton Condé-sur-Vire geschlagen. Sie ging durch ein Dekret vom 28. September 2015 in der Commune nouvelle Torigny-les-Villes auf. Seither ist sie eine Commune déléguée mit 1.247 Einwohnern (Stand 1. Januar 2022).

## Geografie
In Guilberville verläuft die Autoroute A84. Nachbargemeinden waren Giéville und Saint-Amand im Norden, Placy-Montaigu und Saint-Martin-des-Besaces im Nordosten, Mont-Bertrand im Osten, Campeaux im Südosten, Bures-les-Monts im Süden, Pont-Farcy (heute: Tessy-Bocage) im Südwesten sowie Beuvrigny und Saint-Louet-sur-Vire im Westen.
Die Commune déléguée umfasst 22,15 Quadratkilometer. Der tiefste Punkt befindet sich auf 70 und der höchste auf 262 Metern über Meereshöhe.

## Bevölkerungsentwicklung
| Jahr      | 1962 | 1968 | 1975 | 1982 | 1990 | 1999 | 2008 |
| --------- | ---- | ---- | ---- | ---- | ---- | ---- | ---- |
| Einwohner | 988  | 983  | 887  | 838  | 852  | 821  | 937  |

## Sehenswürdigkeiten

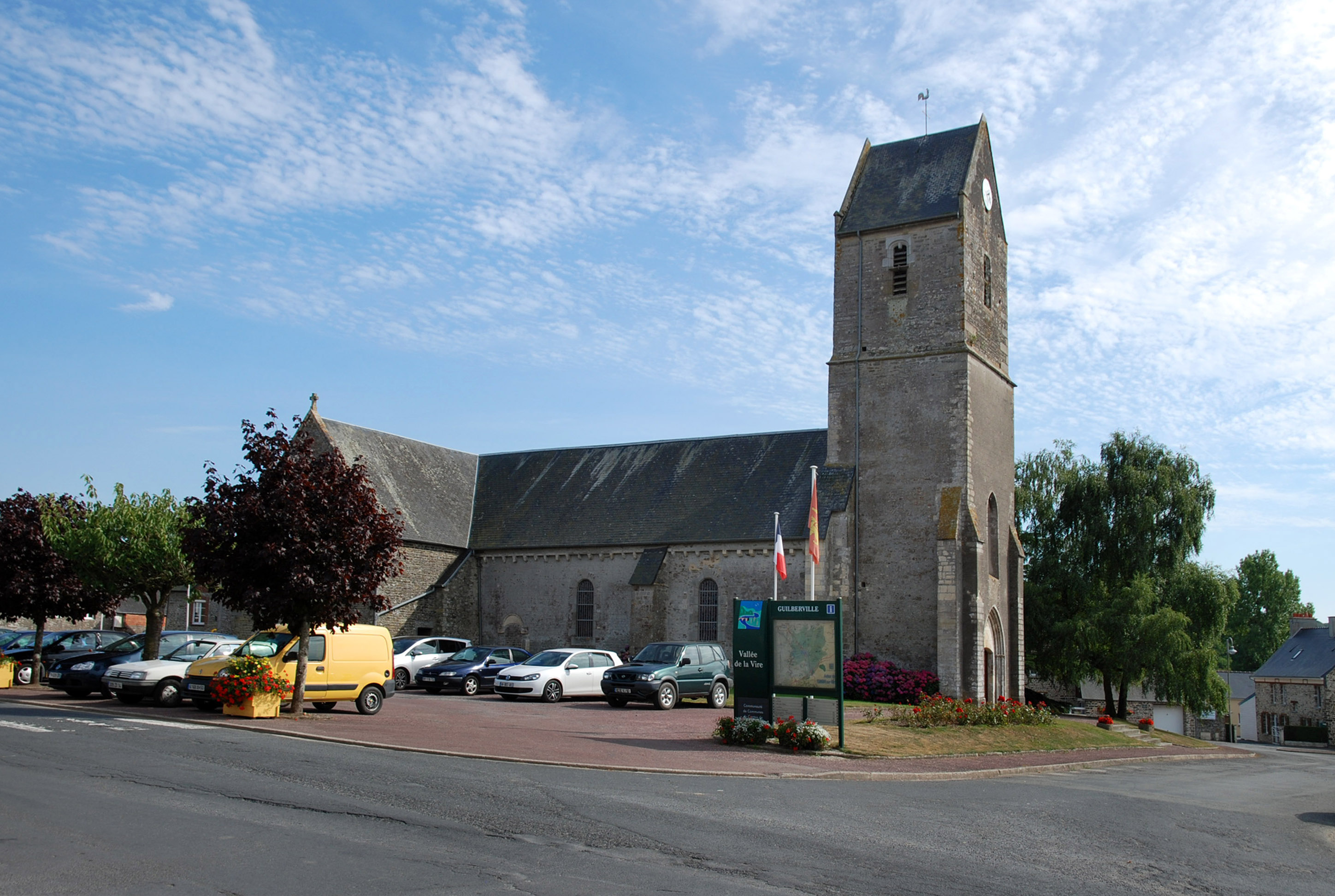
Kirche Saint-Mathurin
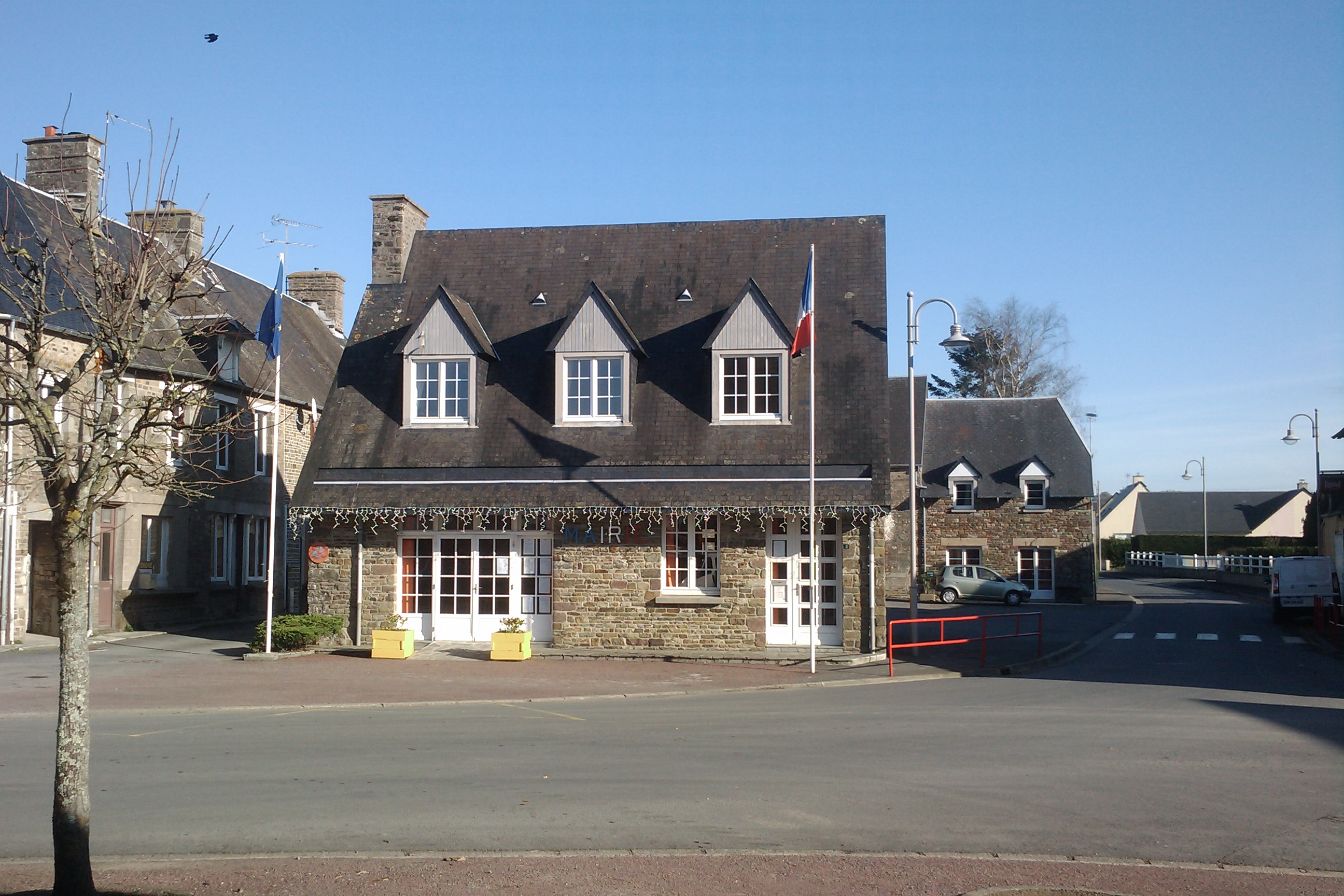
Ehemaliges Rathaus (Mairie)

- Kirche Saint-Mathurin
- Ehemaliges Rathaus (Mairie)